# Entre-deux-Guiers
Entre-deux-Guiers é uma comuna francesa na região administrativa de Auvérnia-Ródano-Alpes, no departamento de Isère. Estende-se por uma área de 10,55 km². Em 2010 a comuna tinha 1 846 habitantes (densidade: 175 hab./km²).